# Heinrich Brunswig
Heinrich Brunswig (* 17. Dezember 1907; † 2002) war ein deutscher Hochschul-Professor für Hochfrequenztechnik und ein Pionier der Rundfunktechnik.

## Leben
Brunswig studierte Nachrichtentechnik und war danach drei Jahre lang Assistent bei Heinrich Fassbender an der Technischen Hochschule Berlin (heute: Technische Universität Berlin). Anschließend ging er in die Industrie und leitete von 1935 bis 1945 die Abteilung Luftfahrtnavigation bei der C. Lorenz AG in Berlin. Ab 1949 arbeitete er als Entwicklungsingenieur bei Standard Elektrik Lorenz (SEL) in Stuttgart am Wiederaufbau des durch den Krieg zerrütteten deutschen Hörfunknetzes und der Errichtung der neuen Fernsehfunktechnik, wobei er insbesondere für die Antennentechnik zuständig war. Danach wirkte er erneut als Entwicklungsingenieur für Flugnavigation, bevor er 1957 als Professor an die Technische Hochschule Darmstadt (heute: Technische Universität) berufen wurde und dort bis 1973 auf den Gebieten Nachrichtentechnik und Hochfrequenztechnik forschte und lehrte. Zusammen mit seinem dortigen Kollegen, Professor Otto Zinke (1908–1999), verfasste er 1965 das „Lehrbuch der Hochfrequenztechnik“, das, ab der zweiten Auflage 1973 in zwei Bänden erschien und in erweiterten und aktualisierten Auflagen bis heute als ein Standardlehrbuch der Hochfrequenztechnik gilt.
Ihm wurde die Ehrendoktorwürde eines Doktoringenieurs (Dr.-Ing. E. h.) verliehen. Außerdem war er über Jahrzehnte als Funkamateur mit dem Rufzeichen DL6DM aktiv. Von 1962 bis 1968 leitete er als Ortsverbandsvorsitzender (OVV) den Amateurfunk-Ortsverband Darmstadt (OV FØ3). Auch nach seiner Zeit an der TH Darmstadt blieb er der Hochfrequenztechnik eng verbunden. So war er bis ins Jahr seines Todes ein aktiver Funkamateur und war in seinem Ortsverband unter anderem für die Vermittlung von QSL-Karten verantwortlich.

## Schriften (Auswahl)
- mit Otto Zinke: Hochfrequenztechnik 1 – Hochfrequenzfilter, Leitungen, Antennen. 6. Auflage, Springer 2000, ISBN 978-3540-66405-5.
- mit Otto Zinke: Hochfrequenztechnik 2 – Elektronik und Signalverarbeitung. 5. Auflage,  Springer 1999, ISBN 978-3540-64728-7.